# Tumba de Tutemés II
A tumba de Tutemés II, descoberta em 2022 e identificado em 2025, é um antigo túmulo real egípcio localizado perto do Uádi Gabbanat el-Qurud, a oeste de Luxor. O túmulo, também conhecido pelo número Wadi C-4, foi identificado por meio de uma expedição arqueológica conjunta egípcia e britânica. A ligação do túmulo com Tutemés II (um faraó dos séculos XVI e XV a.C.) levou a imprensa popular a declará-lo erroneamente como o primeiro túmulo real egípcio descoberto desde a descoberta do túmulo de Tutancâmon em 1922 (a tumba de Psusenés I foi descoberta em 1940, enquanto a de Senebecai foi identificada em 2014).

## Descoberta
O túmulo foi descoberto inicialmente durante expedições arqueológicas mais amplas conduzidas pelos Uádis Ocidentais. A exploração inicial da tumba começou em outubro de 2022 com a descoberta de sua entrada e passagem principal em Wadi C, a oeste de Luxor, designada como Wadi C-4. Acredita-se que o túmulo permaneceu selado desde o Terceiro Período Intermediário. Inundações repetidas encheram o eixo principal com detritos densamente compactados que endureceram até adquirir uma consistência semelhante à do concreto. Esses fatores ambientais também comprometeram a integridade estrutural dos tetos do túmulo, resultando em colapsos parciais.
A equipe arqueológica suspeitou inicialmente que o túmulo pertencia a uma esposa real devido à sua proximidade com os túmulos de três esposas de Tutemés III e ao local pretendido para o sepultamento real de Hatshepsut. Escavações meticulosas continuaram por quase três anos antes que a propriedade real do túmulo fosse confirmada.

## Design e arquitetura
O túmulo exibe um design arquitetônico simples, característico do período posterior ao reinado de Tutemés II, que influenciaria as estruturas funerárias dos governantes egípcios subsequentes. A localização do túmulo, perto do Vale dos Reis e dos locais de sepultamento das esposas reais, fornece uma visão significativa sobre a evolução das práticas funerárias reais durante a Décima Oitava Dinastia. O túmulo foi construído com base em uma variação inicial de um "projeto de curva para a esquerda" que se tornou padrão para os túmulos reais subsequentes da Décima Oitava Dinastia.
O túmulo continha um segundo corredor "incomum", que apresentava um acabamento em gesso branco e exibia evidências de duas fases de ampliação. Ao contrário dos corredores típicos de tumbas que descem, a passagem faz um ângulo para cima e cruza com a câmara funerária a uma altura de 1,4 metro acima do chão da câmara. Evidências arqueológicas sugerem que esta modificação serviu como uma rota de saída de emergência após antigos eventos de inundações.
A condição de preservação do túmulo foi notavelmente comprometida, principalmente devido à inundação que ocorreu logo após o sepultamento de Tutemés II. Evidências arqueológicas sugerem que, após essas antigas inundações, muitos dos conteúdos originais do túmulo foram realocados para protegê-los de maiores danos. Nos séculos seguintes ao seu sepultamento inicial, Tutemés II foi transferido para o esconderijo de Deir Elbari, onde sua múmia foi descoberta no século XIX.

## Conteúdo
O conteúdo do túmulo incluía vários artefatos que confirmavam sua propriedade real. Os elementos decorativos sobreviventes notáveis incluíam vasos de alabastro com inscrições do nome de Tutemés II, referindo-se a ele como o "rei falecido", e o de sua esposa e irmã Hatshepsut. Os artefatos descobertos representam a primeira ocorrência de mobiliário funerário de Tutemés II encontrado, já que nenhum artefato desse tipo existia anteriormente em coleções de museus do mundo todo. Os arqueólogos acreditam que a inundação persistente do túmulo levou à perda de muitos artefatos originais.

## Decoração
Muitas das decorações das paredes foram seriamente danificadas pelas enchentes repentinas que periodicamente varrem o vale. Por causa disso, grande parte da decoração foi danificada irreparavelmente. A escavação revelou fragmentos de argamassa decorados com inscrições azuis e motivos de estrelas amarelas. Em fragmentos de um fundo amarelado (que pretendia assemelhar-se a papiro envelhecido), foi descoberto que o túmulo também continha partes do Amduat, um texto funerário comumente encontrado em túmulos reais do período, destinado a guiar a realeza falecida através da vida após a morte. Assim, a decoração do túmulo teria sido originalmente semelhante à do KV34 (o túmulo do filho de Tutemés II, Tutemés III).